# 放課後のカリスマ
『放課後のカリスマ』（ほうかごのカリスマ）は、スエカネクミコによる日本の漫画。『月刊IKKI』（小学館）2008年6月号より2014年11月号まで連載された。
「クローン」を題材としたSF漫画。ただし、ジャンルとしては「学園ファンタジー」と銘打たれている。全国書店員が選んだおすすめコミック2010で3位入選。

## あらすじ
西暦2XXX年、セントクレイオ学園には遺伝子工学の粋を集めて造られた世界の偉人達のクローンが集められていた。学園の教師の息子・神矢史良は、父親の赴任に伴ってこの学園に編入し、唯一の非クローン学生としてこの学園で学ぶことになる。ナポレオンや一休といった友人も出来、史良が学園に生活になじんだ頃、マリ・キュリーがオリジナルの専門領域である物理学に関心を抱けず、「音楽を勉強したい」と言い出す。史良は父親に頼んで、マリを音楽学校に編入させることに成功し、マリは学園を去っていった。しかし、史良はマリへの好意を自覚するようになり、彼女への思慕の念を募らせていった。
マリが「転校」した日、学園の卒業生であるクローン・ケネディがアメリカ大統領選挙への立候補を表明中に、何者かに暗殺される。オリジナルの人生をなぞるかのようなケネディの最期を知った学園の生徒たちは「自分たちもオリジナルと同じような死を迎えるのでは?」と恐れおののく。その頃から生徒たちの間では密かに「ドリーさま」という羊のぬいぐるみが崇められ始めた。

## 登場人物

### セントクレイオ学園生徒
神矢史良（かみや しろう）
偉人のクローンのみが通うセントクレイオ学園に通う、唯一の非クローン人間（始めから在籍していた訳ではなく、転入してきた）とされている少年。学園の教師である神矢の息子。気弱で泣き虫な性格だが、友人のために行動的になることもある。学園生活を送る中で、オリジナルと同じ、或いはそれ以上の偉業を成すことを課せられているクローン達の苦悩を目の当たりにする。マリ・キュリーを慕っており、マリの面影を持つパンドラを大事にしている。
実はその正体は、神矢の息子として学園の外で育てられたセントクレイオ学園創始者のクローンであった。その事実を知った後にセントクレイオ学園から飛び出し、外の世界で生活していたが、セントクレイオ学園を潰そうとするカイやクローン・ヒトラーに対抗するため、セントクレイオ学園に戻っていく。
ナポレオン
ナポレオン・ボナパルトのクローン。史良の友人で明るい性格。史良とフロイトの喧嘩に仲裁に入ることもしばしば。オリジナルより長身らしい。ジャンヌ・ダルクに好意を抱いていた。セントクレイオ学園を潰そうとするクローン・ヒトラーに対抗するため、大衆の前に姿を現し、クローン・ヒトラーと対決する。明るく開放的な性格ゆえに大衆の人気を集め、ヒーローとなる。しかし、ヒトラーの策略によりナポレオンをはじめとするクローン擁護派は大衆から悪いイメージを持たれるようになってしまう。さらにナイチンゲール誘拐事件の容疑者を、マスコミが実況中継する最中にナポレオンが河に突き落としてしまい、大衆から憎悪の目を向けられるようになる。
先代のナポレオンは学園卒業後、企業の社長に迎えられたが、宣伝用のお飾りの社長であり、やがて酒におぼれた。カイに誘われ、テロリスト集団に参加。
一休（いっきゅう）
一休宗純のクローン。史良の友人で眼鏡をかけている。有髪。楽天的な性格で史良たちのグループのムード・メイカー。時折、宗教家らしい哲学的なことを話すが、よくしらけられる。
フロイト
ジークムント・フロイトのクローン。史良の友人だが、非クローンである史良とはそりが合わずよく喧嘩する。常に冷静沈着な一方、むっつりスケベ。クローン・ケネディが暗殺された後、その真相をこっそり調べている。
先代のフロイトはオリジナルと同じ人生を歩むことに脱落し、現在はクローン・レオナルド・ダ・ヴィンチが創設した財団で働いている。
エリザベス
エリザベス1世のクローン。史良の友人。オリジナルが未婚のまま死んだため結婚願望が非常に強い。ロクスウェルの手引きで、セントクレイオ学園を脱出し、テロリスト集団に参加したが、史良と共にセントクレイオ学園に戻り、先代のクローン・エリザベスと再会した（赤ん坊のときに1度会っている）。しかし、彼女の帰還はカイの指示によるものであり、テレビ中継中に史良らを裏切る。
先代のエリザベスは買い手がつかず、さらに学園からの逃亡を企てたため、学園内に監禁され、精神を病む。カイとは相思相愛で、特に顔に傷を付けたカイとは仲が良かったが、後に裏切られた。何かにとりつかれたように読書にふけっていたが、やがて覇気を取り戻す。
ナイチンゲール
フローレンス・ナイチンゲールのクローン。史良の友人。マリと仲がよく、彼女の突然の転校を悲しむ。オリジナル同様、博愛精神に富み、学園がテロリストに襲われた際は自分の安全より怪我人の救助を優先させた。先代ナイチンゲールが安楽死させた女性の子どもに誘拐される。
先代のナイチンゲールは、学園卒業後、大病院に迎えられ、回復する見込みのない重篤患者に最後の安らぎを与える役割を与えられた。しかし、金もうけのために重篤患者にろくな治療を施さない病院の方針に疑問を持ち、テロリスト集団に参加した。
マリ・キュリー
「キュリー夫人」ことマリ・キュリーのクローン。史良の友人。本人はキュリー夫人そのものではなく音楽家になりたがっていた。その後音楽家になるために転校したとされるが、実際はクローン・レオナルド・ダ・ヴィンチが創設した財団に引き取られ、音楽の勉強を続けている。
先代のマリ・キュリーは、企業の研究職に迎えられるが、功を焦って無理な実験をおこない、甚大な被害が発生する。最期はオリジナルからの解放を望んで、カイに射殺された。
ヒトラー
アドルフ・ヒトラーのクローン。温和な性格の少年。オリジナルの犯した罪への罰として、他人と関ろうとせず常に一人で過ごしている。自分のことを「はみ出し者」だと思っており、史良とは「はみ出し者」同士仲良くなれそうだと思っている。「ドリー様」に対する信仰心が人一倍強い。エリザベスと共にロクスウェルの手引きでセントクレイオ学園を脱出し、テロリスト集団に合流。マスコミに学園の存在を告発する。巧みな弁舌によって大衆からカリスマ的人気を集めるが、クローン・ナポレオンの出現によって悪役的な扱いを受けるようになる。それが原因で本来の優しさは身を潜め、クローンを選ばれた人間と考え、クローンによる統治の実現を企んでいる。
テレビ中継中に一芝居打って、再び大衆から同情を集めることに成功し、「クローン保護法」成立後は、「洗脳された友人たちを救出する」という名目でセントクレイオ学園に乗り込む。
先代のヒトラーは、宗教団体に迎えられ、オリジナルの罪を悔いて、神に祈り、オリジナルの罪を贖う役割を担わされた。
モーツァルト
ヴォルフガング・アマデウス・モーツァルトのクローン。プライドが高く、非クローンで凡人の史良のことを毛嫌いしている。その一方でオリジナルを超えなくてはいけないという強迫観念に悩んでいて、自殺を試みるほど精神的に不安定だった。テロリスト襲撃後は史良との和解を通じて穏やかな性格となり、落ち着いてピアノに向かえるようになる。
先代のモーツァルトは、オリジナルのイメージのあった新曲の作成を依頼されるが、依頼者のイメージに合った曲をつくることができなかった。
ジャンヌ・ダルク
ジャンヌ・ダルクのクローン。クールで無愛想な性格。クローンの悩みを持たない史良に冷たく当たっていたが、次第に心を開くようになる。クローン・ケネディが暗殺されてからは自分もオリジナル同様早死にするのではと恐れていたが、カイによってオリジナルと同様、火刑に処せられる。
先代のジャンヌ・ダルクは貞操帯をはめられ、崇拝者たちの慰み者にされていた。カイに救出され、テロリスト集団に参加した。何代か前のジャンヌ・ダルクはマスコミ界の大物の下で働いており、マスコミに自分たちをアピールして、クローンに対する大衆の理解を増そうとする史良たちをサポートした。
ラスプーチン
グリゴリー・ラスプーチンのクローン。「ドリー様」を崇拝する集会を仕切っている。しかし他の生徒たちのように本気で「ドリー様」を崇拝しているわけではなく、あくまで集会に参加する生徒たちを観察し、「発表会」用のレポートを作成するためだった。テロリストの襲撃によって重傷を負う。
アインシュタイン
アルベルト・アインシュタインのクローン。明るい性格。ラスプーチンの集会活動に協力しており、その集会に史良を誘った。テロリストに銃撃され、死亡。
先代のアインシュタインはテロリスト集団に参加し、セントクレイオ学園のクローンが保護された際、「自分たちの価値を高めるため」としてクローンを虐殺し、さらに史良を人質にとり、神矢エイトの身柄を要求する。
卑弥呼（ひみこ）
卑弥呼のクローン。神秘的な雰囲気を漂わせる、物静かな少女。ラスプーチンとは相思相愛の仲で、「ドリー様」の集会活動にも協力していた。「発表会」後、自ら望んで学園を襲ったテロリストたちと行動を共にする。
西太后（せいたいごう）
西太后のクローン。オリジナルが何か業績を残したわけではないため他のクローン達とは違いあまり悩みはない。史実に違わず嫌な性格。また、自分の美貌を鼻にかけている。
ダーウィン
チャールズ・ダーウィンのクローン。テロリスト襲撃後、「クローンも進化しなければ生き残ることは出来ない」という仮説を発表する。

### セントクレイオ学園教職員
神矢エイト（かみや エイト）
セントクレイオ学園教師。史良の父とされる人物。学園内では史良を通じて生徒たちの悩みを聞き出し、適切な対処を行なう良き教師として活動している。
その正体はセントクレイオ学園創設者であるドクター・Ｘの8番目のクローン。ドクター・Ｘ同様にクローンの研究者でもある。セントクレイオ学園在学中はドクター・Ｘによって寵愛されていたが、黒江との交流で次第に独自の人格を形成していった。ある日、ドクター・Ｘに対して「自分とドクター・Ｘの価値は同じか」と問いかけ、ドクター・Ｘが「そうだ」と答えたため、「自分さえ存在すればドクター・Ｘの存在意義はない」と判断して殺害した。一時、学園外で史良を育てていたが、その後「研究に専念するため」と称して学園に戻った。
黒江直人（くろえ なおと）
セントクレイオ学園監査。神矢と共に学園を切り盛りしていて、柔道の授業を行なうこともある。クローンたちには同情的で、史良を気にかけている。
ドクター・Ｘの実の息子で、実母が死亡した後、実父のドクター・Xに引き取られる形でセントクレイオ学園に編入した。しかし、学力や素行の面でドクター・Xの期待に応えることが出来なかったため、彼に疎んじられていた。その後、ドクター・Xからクローンの護衛とクローン売買の仲介を任務として与えられた。
ロクスウェル
セントクレイオ学園の現理事長。自由奔放な性格で周囲の人を振り回すため、学園の生徒からは敬遠されている。本人は無邪気に生徒に構いたがっているが、本性は冷酷で、クローンを「家畜」と見ている。学園の運営は神矢と黒江に任せ、自分は報告を受けるだけだが、警備上の弱点を指摘するなど、学園の実情は正確に把握している。
父親が素性の知れない人物で、本人曰く「母親とどこの馬の骨ともわからない輩との子供故に、得体の知れない『血』が混ざっているという理由で人扱いされない」ほど劣悪な家庭環境に生まれ育ち、少年時代に実家から半ば厄介払いされる形でセントクレイオ学園に預けられた。偉人のクローン達よりもあらゆる分野で優秀な成績を残し、そのためクローンたちからいじめにあうが、自分が関与していることを巧妙に隠す形で復讐していた。この復讐方法は自分を迫害した実家にも適用され、一族を全滅に追い込んだ。
セントクレイオ学園のクローンが保護された際に学園を脱出し、反撃を開始する。
レオナルド・ダ・ヴィンチ
レオナルド・ダ・ヴィンチのクローン。セントクレイオ学園前理事長。偉人のクローンの製造・販売の指揮をとっていたが、つくりだした偉人のクローンたちが次々と問題を起こし、責任を問われて理事長職を解任された。その後、新たな任務に従事するが、独断専行が過ぎたために、無名の中年男性として放逐される。
ドクター・Ｘ（ドクター・エックス）
セントクレイオ学園創設者。本名の姓は「神矢」、下の名は不明。クローン研究の第一人者。完璧主義者でもあり、それが原因で妻子とは離縁している。
「子供は親の能力を完全に受け継ぐことは出来ないが、クローンならば完全に能力を受け継ぐことが出来る」という信念の下、偉人のクローン製造に没頭し、自分を含める優秀な人材のクローンで世界を満たすことを理想としていた。クローンを偏愛する一方で普通の人間は完全に見下しており、実の息子の黒江直人のことを「私にとっての唯一の恥」と罵倒するほど忌み嫌い、クローンより優秀なロクスウェルすら「クローンへの刺激」としか評価しなかった。しかし、自らのクローンの神矢エイトに「クローンとオリジナルが等価ならばオリジナルは必要ない」として殺害されるという自業自得を絵に描いたような最期を遂げた。

### その他
ケネディ
ジョン・F・ケネディのクローン。セントクレイオ学園の卒業生。アメリカ大統領選挙への立候補を表明した際に暗殺された。
パンドラ
ロクスウェルに引き取られていた幼女。天真爛漫で無邪気な性格。ロクスウェルは「マリ・キュリーのクローン（の一人）」と言っており、マリの面影がある。史良に懐いている。
カイ
史良と瓜二つの外見を持つクローン。自分が誰のクローンなのかは知らない。パンドラとは面識がある。
正体は史良や神矢と同じくセントクレイオ学園創始者であるドクター・Xのクローン。名前はギリシア文字のΧに由来している。偉人のクローンと同じように売買の対象とされているが、高額に設定されており、購入は事実上不可能。
クローンの番人という役割を与えられ、5人存在する（うち1人は自ら顔に傷をつけている）。先代の偉人のクローンたちが学園を卒業した後に悲惨な境遇におかれているのを目の当たりにし、クローンたちを解放するために顔に傷をつけたカイをはじめとする4人は学園を抜け出し、先代のクローンとともにテロリスト集団を結成し、学園を襲撃した。3人は襲撃中に射殺された（或いは自殺した）が、顔に傷をつけたカイただ一人が投降して生き残る。その後、ロクスウェルの手引で顔に傷をつけたカイはクローン・ヒトラーとクローン・エリザベスを連れて、学園を脱出し、テロリスト集団に合流する。その後はクローン・ヒトラーやクローン・エリザベスを使って、セントクレイオ学園やクローンの悪評が広まるようマスコミに情報を流し、史良たちを翻弄している。なお、顔に傷をつけたカイは先代のエリザベスと相思相愛だったが、エリザベスが学園からの逃亡を企てるよう仕向けて、彼女が監禁される理由を作った。テロリスト集団に加わらなかったカイは学園に残り、精神を病んだ先代のエリザベスの身の回りの世話をした。
ベンジャミン
ジャーナリスト。クローンたちの不審な死や失踪に疑問を持ち、クローンについての取材をおこなうが、会社上層部の圧力で取材を禁止される。しかし、クローン・ヒトラーが名乗りをあげると、クローン・ヒトラーの売り出しとセントクレイオ学園追及へと会社の方針は転換し、ベンジャミン自身もセントクレイオ学園によるクローン・ビジネス追及の急先鋒にたつ。クローン・ナポレオンがマスコミに登場すると会社の方針がヒトラーをヒールに仕立てることに転換し、クローン報道を控えていたが、ナイチンゲール誘拐事件を機にクローンの闇を再び追及するようになる。
セントクレイオ学園のクローンが保護された後、その際に実際に何が起こったのかを聞き出し、公表する。
ロバート・グリーン
クローン・ケネディの元支援者の政治家。クローン・ヒトラーの記者会見後、クローン・ヒトラーらのグループの支援者に名乗りをあげる。セントクレイオ学園の運営者の1人だったが、学園を潰そうとしているカイやクローン・ヒトラーと通じていることをロクスウェルに見破られ、解任される。その後、「クローン保護法」成立に尽力し、クローン利権の独り占めを狙う。
ブレナン
カメラマン。クローン・ナポレオンやクローン・エリザベスの存在を大衆にアピールすることでセントクレイオ学園を支持する世論を創りだそうとする史良の依頼を受け、クローン・ナポレオンやクローン・エリザベスの指導をおこなったり、写真を撮影したりする。同性愛の傾向があり、クローン・ナポレオンなどにセクハラを行っている。
グレン・ファーラー
先代クローン・ナイチンゲールに安楽死させられた女性の子ども。母の死後、人生が暗転し、ナイチンゲールを逆恨みするようになる。ナイチンゲールに復讐するために双子の兄弟であるコリンと共にセントクレイオ学園に潜入するが、拘束され、ロクスウェルらによって尋問される。その後も殺されることなく学園内を自由に歩き回ることを許されており、クローンたちと交流を深める。
セントクレイオ学園のクローンが保護された後、その際に何が起こったのかを証言する。
コリン・ファーラー
グレンの双子の兄弟。セントクレイオ学園に潜入した後、帰って来ないグレンを取り戻すため、ナイチンゲールを誘拐する。コリンに同情したナイチンゲールは穏便に事態を解決するようセントクレイオ学園に直接電話するが、そのことがかえって裏目に出て、警察とマスコミが出動する事態に発展する。マスコミが実況する中、クローン・ナポレオンと揉み合いになり、河に誤って突き落とされてしまい、意識不明となる。この事件によって大衆のクローンに対する感情はさらに悪化することとなった。

## 用語
セントクレイオ学園
世界の偉人達のクローンが集められた私立高校。
ドリー様
クローンの間で人気となっている羊の人形。お守り的な要素がある。モデルは実在のクローン羊ドリー。
発表会
生徒たちがその一年研究したことを、学園を訪れた世界各国の要人たちに発表する行事。普通の学校で言う文化祭のようなもの。当日の生徒たちはオリジナルが当時着ていた衣装（を再現したもの）を着用するため、ちょっとした仮装大会のようなイベントとして知られている。
ストライカー
カイが先代のクローンたちと共に創設したテロリスト集団。セントクレイオ学園の殲滅を狙って学園を襲撃したが、学園側の迎撃により失敗した。しかし、学園から撤退する際、卑弥呼が自らの意思でストライカーに参加し、さらに学園に投降した顔に傷をつけたカイが学園を脱出する際に、ヒトラーとエリザベスが仲間に加わった。その後はヒトラーにセントクレイオ学園を告発する記者会見を開かせて、セントクレイオ学園とクローン製造の実態を白日の下にさらすことによって学園をゆさぶる方針に転換。天性のマスコミ操作力を持つヒトラーのカリスマ性とさらにヒトラーに魅せられて支援者に名乗りでたロバート・グリーンの政治力によって、クローンに対する大衆の反発を煽ることに成功し、セントクレイオ学園を脅かしている。

## 書籍情報
- スエカネクミコ『放課後のカリスマ』小学館〈IKKICOMIX〉、全12巻
- 1～9巻の表紙ではセントクレイオ学園の制服を着た登場人物の姿が描かれているが、10巻以降の表紙は巻の内容を端的に描いたデザインとなっている。
  1. 2009年5月29日発売 ISBN 9784091884664 表紙:神矢史良
  2. 2009年5月29日発売 ISBN 9784091884671　表紙:ジャンヌ・ダルク
  3. 2009年11月30日発売 ISBN 9784091884879　表紙:ナポレオン
  4. 2010年7月5日発売 ISBN 9784091885197　表紙:ナイチンゲール
  5. 2010年12月25日発売 ISBN 9784091885357　表紙:アドルフ・ヒトラー
  6. 2011年6月30日発売 ISBN 9784091885487　表紙:エリザベス
  7. 2012年1月30日発売 ISBN 9784091885722 表紙:ジークムント・フロイト
  8. 2012年7月30日発売 ISBN 9784091885937 表紙:一休宗純
  9. 2013年2月28日発売 ISBN 9784091886170 表紙:ロクスウェル
  10. 2013年11月8日発売 ISBN 9784091886361　表紙：神矢史良・ナポレオン・ヒトラー
  11. 2014年10月30日発売　ISBN 9784091886668　表紙：先代エリザベス・エリザベス・ナイチンゲール・卑弥呼
  12. 2014年11月28日発売　　ISBN 9784091886699　表紙：神矢史良・カイ・神矢エイト